# Castro Daire
Castro Daire es una villa portuguesa del distrito de Viseu, região Centro y comunidad intermunicipal de Viseu Dão-Lafões, con cerca de 4600 habitantes.
Es sede de un municipio con 376,25 km² de área y 13 736 habitantes (2021), subdividido en 16 freguesias. Los municipio están limitado al norte por los municipios de Cinfães, Resende, Lamego y Tarouca, al este por Vila Nova de Paiva, al sur por Viseu, al sudoeste por São Pedro do Sul y al oeste por Arouca.

## Demografía
| Gráfica de evolución demográfica de Castro Daire entre 1801 y 2021 |
|                                                                    |
| Datos según el nomenclátor publicado por el INE portugués.         |

## Freguesias
Las freguesias de Castro Daire son las siguientes:
- Almofala
- Cabril
- Castro Daire
- Cujó
- Gosende
- Mamouros, Alva e Ribolhos
- Mezio e Moura Morta
- Mões
- Moledo
- Monteiras
- Parada de Ester e Ester
- Pepim
- Picão e Ermida
- Pinheiro
- Reriz e Gafanhão
- São Joaninho